# Campeonato Mundial de Baloncesto Femenino Sub-17 de 2012
El II Campeonato Mundial de Baloncesto Femenino Sub-17 se celebró en los Países Bajos entre el 17 y el 26 de agosto de 2012 bajo la organización de la Federación Internacional de Baloncesto y la Federación de baloncesto de los Países Bajos.
Un total de doce selecciones nacionales de cinco confederaciones continentales compitieron por el título de campeón mundial, cuyo portador anterior era el equipo de Estados Unidos, vencedor del Mundial de 2010.
La selección de Estados Unidos se adjudicó la medalla de oro por segunda vez al derrotar en la final a España con un marcador de 75-62, mientras que Canadá consiguió la medalla de bronce al vencer a Japón por 84-77.

## Clasificados
| Competición                                      | Fecha                       | Sede       | Plazas | Clasificados                  |
| ------------------------------------------------ | --------------------------- | ---------- | ------ | ----------------------------- |
| País anfitrión                                   | —                           | —          | 1      | Países Bajos                  |
| Campeonato FIBA Europa Femenino Sub-16 de 2011   | 11-21 de agosto de 2011     | Italia     | 4      | España Bélgica Italia Turquía |
| Campeonato FIBA Américas Femenino Sub-16 de 2011 | 13-18 de junio de 2011      | Mérida     | 3      | Estados Unidos Brasil Canadá  |
| Campeonato FIBA África Femenino Sub-16 de 2011   | 22-30 de julio de 2011      | Alejandría | 1      | Malí                          |
| Campeonato FIBA Asia Femenino Sub-16 de 2011     | 4-11 de diciembre de 2011   | Jinan      | 2      | Japón Corea del Sur           |
| Campeonato FIBA Oceanía Femenino Sub-16 de 2011  | 22-24 de septiembre de 2011 | Canberra   | 1      | Australia                     |
| TOTAL                                            |                             |            | 12     |                               |

## Organización

### Sedes
| Ámsterdam        | Ámsterdam |
| Sporthallen Zuid | Ámsterdam |
| Capacidad: 3 550 | Ámsterdam |
|                  | Ámsterdam |

## Fase de grupos
Todos los horarios corresponden al huso horario local (GMT+2)

### Sistema de competencia
Fase de grupos
Los 12 equipos participantes se dividen en 2 grupos (A y B), de 6 equipos cada uno. El sorteo de grupos tuvo lugar el 10 de febrero de 2012 en Ámsterdam, Países Bajos. Los grupos quedaron distribuidos de la siguiente forma:
| Grupo A        | Grupo B      |
| -------------- | ------------ |
| Bélgica        | Australia    |
| Canadá         | Brasil       |
| Italia         | Japón        |
| Corea del Sur  | Países Bajos |
| Malí           | España       |
| Estados Unidos | Turquía      |

Cada equipo jugó contra el resto de equipos de su propio grupo, sumando un total de 5 partidos cada uno de los equipos. Cada equipo obtiene dos puntos por cada partido ganado, y un punto por cada partido perdido. En caso de empate, se aplican los siguientes criterios:
1. Puntos totales
2. Resultado de los enfrentamientos directos
3. Diferencia de puntos
4. Puntos anotados

Fase Final
Los 4 primeros equipos de cada grupos se clasifican directamente a cuartos de final, mientras que los no clasificados pasan a jugar el cuadro para definir las posiciones del 9º al 12º puesto. Los enfrentamientos de cuartos fueron: A1-B4, A2-B3, A3-B2 y A4-B1. Para el otro cuadro, fueron: A5-B6 y B5-A6.

### Grupo A
|  | Clasificados a cuartos de final |

|   | Equipo         | Pts | PG | PP | PF  | PC  | Dif  |
| - | -------------- | --- | -- | -- | --- | --- | ---- |
| 1 | Estados Unidos | 10  | 5  | 0  | 478 | 257 | 221  |
| 2 | Italia         | 9   | 4  | 1  | 320 | 273 | 47   |
| 3 | Canadá         | 8   | 3  | 2  | 303 | 302 | 1    |
| 4 | Bélgica        | 7   | 2  | 3  | 311 | 287 | 24   |
| 5 | Corea del Sur  | 6   | 1  | 4  | 332 | 429 | −97  |
| 6 | Malí           | 5   | 0  | 5  | 207 | 403 | −196 |

Jornada 1
| 17 de agosto | Malí                                              | 45–81                               | Bélgica                                                           | Ámsterdam                                                                               |  |
| 09:00        | Parciales: 13-23, 8-24, 16-19, 8-15               | Parciales: 13-23, 8-24, 16-19, 8-15 | Parciales: 13-23, 8-24, 16-19, 8-15                               |                                                                                         |  |
|              | Estadísticas Maiga14 Diallo 10 cuatro jugadoras 1 | Reporte Pts Reb Asts                | Estadísticas 25 Abdelkader 11 Grzesinski 5 Nauwelaers, Abdelkader | Pabellón: Sporthallen Zuid Árbitros: Marcos Ferreira Gillian Martindales Neil Wilkinson |  |

| 17 de agosto | Canadá                                                | 55–68                                | Italia                                                   | Ámsterdam                                                                                |  |
| 15:45        | Parciales: 14-18, 16-17, 7-18, 18-15                  | Parciales: 14-18, 16-17, 7-18, 18-15 | Parciales: 14-18, 16-17, 7-18, 18-15                     |                                                                                          |  |
|              | Estadísticas Nurse 20 Grant-Allen 12 tres jugadoras 2 | Reporte Pts Reb Asts                 | Estadísticas 18 Peresson 6 Barberis, Penna 4 Zandalasini | Pabellón: Sporthallen Zuid Árbitros: Fernando Rocha Toni Caldwell Anthonie Sinterniklaas |  |

| 17 de agosto | Corea del Sur                                                            | 89–131                                | Estados Unidos                                                 | Ámsterdam                                                                         |  |
| 21:15        | Parciales: 30-37, 19-33, 18-27, 22-34                                    | Parciales: 30-37, 19-33, 18-27, 22-34 | Parciales: 30-37, 19-33, 18-27, 22-34                          |                                                                                   |  |
|              | Estadísticas Kim Hee-Jin 18 Kim Hee-Jin 5 Shin Jih-Yun, Lee Seon-Young 4 | Reporte Pts Reb Asts                  | Estadísticas 23 Greenwell 10 Turner, Reimer 7 Allen, Greenwell | Pabellón: Sporthallen Zuid Árbitros: Marcin Kowalski Tan Chin Siong Annie Muchenu |  |

Jornada 2
| 18 de agosto | Italia                                         | 71–31                              | Malí                                 | Ámsterdam                                                                        |  |
| 12:15        | Parciales: 18-5, 13-7, 14-6, 26-13             | Parciales: 18-5, 13-7, 14-6, 26-13 | Parciales: 18-5, 13-7, 14-6, 26-13   |                                                                                  |  |
|              | Estadísticas Peresson 14 Barberis 6 Peresson 8 | Reporte Pts Reb Asts               | Estadísticas 9 Maiga 6 Keita 2 Keita | Pabellón: Sporthallen Zuid Árbitros: Milija Vojinović Annie Muchenu Julio Freile |  |

| 18 de agosto | Bélgica                                               | 84–53                                | Corea del Sur                                                            | Ámsterdam                                                                                 |  |
| 16:45        | Parciales: 24-15, 15-13, 28-6, 17-19                  | Parciales: 24-15, 15-13, 28-6, 17-19 | Parciales: 24-15, 15-13, 28-6, 17-19                                     |                                                                                           |  |
|              | Estadísticas Abdelkader 29 Mpoyi, Medjo 12 Allemand 6 | Reporte Pts Reb Asts                 | Estadísticas 11 Shin Jih-Yun, Yang In-Young 10 Park Ji-Su 3 Shin Jih-Yun | Pabellón: Sporthallen Zuid Árbitros: Spyridon Gontas Toni Caldwell Anthonie Sinterniklaas |  |

| 18 de agosto | Estados Unidos                                       | 86–47                                | Canadá                                                         | Ámsterdam                                                                        |  |
| 21:15        | Parciales: 18-12, 23-12, 17-14, 28-9                 | Parciales: 18-12, 23-12, 17-14, 28-9 | Parciales: 18-12, 23-12, 17-14, 28-9                           |                                                                                  |  |
|              | Estadísticas DeShields 29 Davis 9 Allen, DeShields 4 | Reporte Pts Reb Asts                 | Estadísticas 8 Nurse 7 Caron-Goudreau, Potter 2 Nurse, Jardine | Pabellón: Sporthallen Zuid Árbitros: Boris Gabara Neil Wilkinson Marcos Ferreira |  |

Jornada 3
| 19 de agosto | Corea del Sur                                                      | 76–61                               | Malí                                    | Ámsterdam                                                                        |  |
| 12:15        | Parciales: 29-16, 19-15, 8-21, 20-9                                | Parciales: 29-16, 19-15, 8-21, 20-9 | Parciales: 29-16, 19-15, 8-21, 20-9     |                                                                                  |  |
|              | Estadísticas Kim Hee-Jin, Park Ji-Su 19 Yang In-Young 8 An He-Ji 8 | Reporte Pts Reb Asts                | Estadísticas 13 Dakouo 12 Keita 3 Djire | Pabellón: Sporthallen Zuid Árbitros: Nicolas Maestre Renaud Geller Toni Caldwell |  |

| 19 de agosto | Estados Unidos                                   | 83–43                               | Italia                                        | Ámsterdam                                                                                      |  |
| 16:45        | Parciales: 25-13, 18-8, 24-9, 16-15              | Parciales: 25-13, 18-8, 24-9, 16-15 | Parciales: 25-13, 18-8, 24-9, 16-15           |                                                                                                |  |
|              | Estadísticas Greenwell 16 Russell 11 DeShields 7 | Reporte Pts Reb Asts                | Estadísticas 8 Marangoni 8 Ercoli 3 Marangoni | Pabellón: Sporthallen Zuid Árbitros: Marcos Ferreira Anthonie Sinterniklaas Gillian Martindale |  |

| 19 de agosto | Canadá                                                 | 50–45                              | Bélgica                                                        | Ámsterdam                                                                              |  |
| 21:15        | Parciales: 15-14, 8-6, 11-5, 16-20                     | Parciales: 15-14, 8-6, 11-5, 16-20 | Parciales: 15-14, 8-6, 11-5, 16-20                             |                                                                                        |  |
|              | Estadísticas Wolfram 12 Grant-Allen 9 Caron-Goudreau 2 | Reporte Pts Reb Asts               | Estadísticas 9 tres jugadoras 6 Lemmens, Linskens 3 Abdelkader | Pabellón: Sporthallen Zuid Árbitros: Marcin Kowalski Milija Vojinović Pualani Spurlock |  |

Jornada 4
| 21 de agosto | Italia                                     | 79–53                                 | Corea del Sur                                                    | Ámsterdam                                                                           |  |
| 10:00        | Parciales: 17-11, 16-13, 24-16, 22-13      | Parciales: 17-11, 16-13, 24-16, 22-13 | Parciales: 17-11, 16-13, 24-16, 22-13                            |                                                                                     |  |
|              | Estadísticas Penna 13 Penna 11 Marangoni 6 | Reporte Pts Reb Asts                  | Estadísticas 12 Park Ji-Su 15 Park Ji-Su 2 An He-Ji, Park Ji-Eun | Pabellón: Sporthallen Zuid Árbitros: Spyridon Gontas Fernando Rocha Marcos Ferreira |  |

| 21 de agosto | Malí                                  | 42–77                              | Canadá                                   | Ámsterdam                                                                                |  |
| 12:15        | Parciales: 6-26, 15-20, 6-22, 15-9    | Parciales: 6-26, 15-20, 6-22, 15-9 | Parciales: 6-26, 15-20, 6-22, 15-9       |                                                                                          |  |
|              | Estadísticas Keita 11 Keita 8 Keita 3 | Reporte Pts Reb Asts               | Estadísticas 14 Nurse 10 Potter 3 Colley | Pabellón: Sporthallen Zuid Árbitros: Anthonie Sinterniklaas Toni Caldwell Tan Chin Siong |  |

| 21 de agosto | Bélgica                                              | 50–80                               | Estados Unidos                                  | Ámsterdam                                                                       |  |
| 14:30        | Parciales: 15-19, 9-21, 19-18, 7-22                  | Parciales: 15-19, 9-21, 19-18, 7-22 | Parciales: 15-19, 9-21, 19-18, 7-22             |                                                                                 |  |
|              | Estadísticas Grzesinski 10 Abdelkader 8 Abdelkader 4 | Reporte Pts Reb Asts                | Estadísticas 17 Greenwell 11 DeShields 4 Harper | Pabellón: Sporthallen Zuid Árbitros: Nicolas Maestre Julio Freile Annie Muchenu |  |

Jornada 5
| 22 de agosto | Estados Unidos                                       | 98–28                              | Malí                                     | Ámsterdam                                                                                      |  |
| 10:00        | Parciales: 23-6, 31-5, 18-6, 26-11                   | Parciales: 23-6, 31-5, 18-6, 26-11 | Parciales: 23-6, 31-5, 18-6, 26-11       |                                                                                                |  |
|              | Estadísticas tres jugadoras 13 Washington 10 Allen 7 | Reporte Pts Reb Asts               | Estadísticas 10 Keita 11 Dakouou 3 Fomba | Pabellón: Sporthallen Zuid Árbitros: Spyridon Gontas Anthonie Sinterniklaas Gillian Martindale |  |

| 22 de agosto | Bélgica                                                 | 51–59                               | Italia                                 | Ámsterdam                                                                      |  |
| 12:35        | Parciales: 9-16, 21-17, 13-14, 8-12                     | Parciales: 9-16, 21-17, 13-14, 8-12 | Parciales: 9-16, 21-17, 13-14, 8-12    |                                                                                |  |
|              | Estadísticas Abdelkader 13 Linskens 8 cinco jugadoras 1 | Reporte Pts Reb Asts                | Estadísticas 15 Penna 13 Penna 4 Porro | Pabellón: Sporthallen Zuid Árbitros: Boris Gabara Tan Chin Siong Toni Caldwell |  |

| 22 de agosto | Canadá                                             | 74–61                                | Corea del Sur                                        | Ámsterdam                                                                        |  |
| 14:30        | Parciales: 15-12, 12-21, 24-9, 23-19               | Parciales: 15-12, 12-21, 24-9, 23-19 | Parciales: 15-12, 12-21, 24-9, 23-19                 |                                                                                  |  |
|              | Estadísticas Grant-Allen 14 Grant-Allen 13 Nurse 5 | Reporte Pts Reb Asts                 | Estadísticas 18 Kim Hee-Jin 8 Park Ji-Su 4 Kim Si-On | Pabellón: Sporthallen Zuid Árbitros: Neil Wilkinson Marcos Ferreira Julio Freile |  |

### Grupo B
|  | Clasificados a cuartos de final |

|    | Equipo       | Pts | PG | PP | PF  | PC  | Dif |
| -- | ------------ | --- | -- | -- | --- | --- | --- |
| 1  | Japón        | 9   | 4  | 1  | 397 | 378 | 19  |
| 21 | Países Bajos | 9   | 4  | 1  | 308 | 274 | 34  |
| 32 | España       | 8   | 3  | 2  | 337 | 279 | 58  |
| 42 | Australia    | 8   | 3  | 2  | 330 | 300 | 30  |
| 5  | Brasil       | 6   | 1  | 4  | 263 | 339 | −76 |
| 6  | Turquía      | 5   | 0  | 5  | 287 | 352 | −65 |

1 Desempate: Países Bajos 53-73 Japón. 

2 Desempate: Australia 49-65 España.
Jornada 1
| 17 de agosto | Japón                                         | 92–71                                 | Brasil                                                   | Ámsterdam                                                                        |  |
| 11:15        | Parciales: 17-16, 30-21, 19-22, 26-12         | Parciales: 17-16, 30-21, 19-22, 26-12 | Parciales: 17-16, 30-21, 19-22, 26-12                    |                                                                                  |  |
|              | Estadísticas Nakamura 21 Mawuli 12 Miyazaki 4 | Reporte Pts Reb Asts                  | Estadísticas 23 Sangalli 6 Domingos 2 Lucchini, Domingos | Pabellón: Sporthallen Zuid Árbitros: Nicolas Maestre Julio Freile Heba El Hadidy |  |

| 17 de agosto | Australia                                         | 49–65                                | España                                      | Ámsterdam                                                                           |  |
| 13:30        | Parciales: 16-13, 17-12, 3-23, 13-17              | Parciales: 16-13, 17-12, 3-23, 13-17 | Parciales: 16-13, 17-12, 3-23, 13-17        |                                                                                     |  |
|              | Estadísticas Mangakahia 10 Collins 9 Mangakahia 3 | Reporte Pts Reb Asts                 | Estadísticas 19 Rodríguez 10 Pujol 5 Romero | Pabellón: Sporthallen Zuid Árbitros: Spyridon Gontas Pualani Spurlock Renaud Geller |  |

| 17 de agosto | Turquía                                   | 60–67                                 | Países Bajos                          | Ámsterdam                                                                     |  |
| 19:00        | Parciales: 11-17, 16-20, 16-13, 17-17     | Parciales: 11-17, 16-20, 16-13, 17-17 | Parciales: 11-17, 16-20, 16-13, 17-17 |                                                                               |  |
|              | Estadísticas Coklar 22 Coklar 14 Coklar 4 | Reporte Pts Reb Asts                  | Estadísticas 21 Slim 8 Hof 5 Kuijt    | Pabellón: Sporthallen Zuid Árbitros: Boris Gabara Milija Vojinović Kim Bo-Hui |  |

Jornada 2
| 18 de agosto | Brasil                                                       | 46–56                               | Australia                                             | Ámsterdam                                                                      |  |
| 10:00        | Parciales: 15-11, 9-13, 9-19, 13-13                          | Parciales: 15-11, 9-13, 9-19, 13-13 | Parciales: 15-11, 9-13, 9-19, 13-13                   |                                                                                |  |
|              | Estadísticas Ribeiro 13 tres jugadoras 9 Lucchini, Pereira 3 | Reporte Pts Reb Asts                | Estadísticas 16 Mangakahia 12 Mangakahia 3 Mangakahia | Pabellón: Sporthallen Zuid Árbitros: Fernando Rocha Marcin Kowalski Kim Bo-Hui |  |

| 18 de agosto | España                                       | 77–49                                 | Turquía                               | Ámsterdam                                                                            |  |
| 14:30        | Parciales: 19-10, 24-11, 18-14, 16-14        | Parciales: 19-10, 24-11, 18-14, 16-14 | Parciales: 19-10, 24-11, 18-14, 16-14 |                                                                                      |  |
|              | Estadísticas Romero 15 Quevedo 12 Lizarazu 5 | Reporte Pts Reb Asts                  | Estadísticas 13 Akbas 6 Akbas 4 Atas  | Pabellón: Sporthallen Zuid Árbitros: Nicolas Maestre Karen Lasuik Gillian Martindale |  |

| 18 de agosto | Países Bajos                                      | 53–73                                | Japón                                              | Ámsterdam                                                                          |  |
| 19:00        | Parciales: 8-18, 15-12, 16-20, 14-23              | Parciales: 8-18, 15-12, 16-20, 14-23 | Parciales: 8-18, 15-12, 16-20, 14-23               |                                                                                    |  |
|              | Estadísticas Vos 12 Kempers 9 Guijt 3 22 Nakamura | Reporte Pts Reb Asts Val             | Estadísticas 7 Hatakenaka, Mawuli 3 Yamada, Mawuli | Pabellón: Sporthallen Zuid Árbitros: Pualani Spurlock Renaud Geller Tan Chin Siong |  |

Jornada 3
| 19 de agosto | Brasil                                     | 42–79                              | España                                   | Ámsterdam                                                                   |  |
| 10:00        | Parciales: 11-23, 13-7, 9-31, 9-18         | Parciales: 11-23, 13-7, 9-31, 9-18 | Parciales: 11-23, 13-7, 9-31, 9-18       |                                                                             |  |
|              | Estadísticas Domingos 9 Soares 8 Pereira 3 | Reporte Pts Reb Asts               | Estadísticas 14 Rodríguez 9 Sole 6 Pujol | Pabellón: Sporthallen Zuid Árbitros: Boris Gabara Kim Bo-Hui Tan Chin Siong |  |

| 19 de agosto | Japón                                        | 83–75                                 | Turquía                                               | Ámsterdam                                                                        |  |
| 14:30        | Parciales: 21-21, 27-14, 13-28, 22-12        | Parciales: 21-21, 27-14, 13-28, 22-12 | Parciales: 21-21, 27-14, 13-28, 22-12                 |                                                                                  |  |
|              | Estadísticas Nakamura 20 Nakamura 9 Yamada 3 | Reporte Pts Reb Asts                  | Estadísticas 20 Atas, Coklar 13 Coklar 5 Atas, Coklar | Pabellón: Sporthallen Zuid Árbitros: Fernando Rocha Neil Wilkinson Annie Muchenu |  |

| 19 de agosto | Australia                                  | 62–70                                | Países Bajos                                                | Ámsterdam                                                                      |  |
| 19:00        | Parciales: 7-27, 20-12, 19-16, 16-15       | Parciales: 7-27, 20-12, 19-16, 16-15 | Parciales: 7-27, 20-12, 19-16, 16-15                        |                                                                                |  |
|              | Estadísticas Panousis 23 Scherf 9 Turner 4 | Reporte Pts Reb Asts                 | Estadísticas 28 Cornelius 8 Cornelius, de Jonge 5 Cornelius | Pabellón: Sporthallen Zuid Árbitros: Spyridon Gontas Karen Lasuik Julio Freile |  |

Jornada 4
| 21 de agosto | España                                     | 79–83                                 | Japón                                       | Ámsterdam                                                                        |  |
| 16:45        | Parciales: 21-20, 19-19, 23-22, 16-22      | Parciales: 21-20, 19-19, 23-22, 16-22 | Parciales: 21-20, 19-19, 23-22, 16-22       |                                                                                  |  |
|              | Estadísticas Romero 22 Quevedo 11 Romero 5 | Reporte Pts Reb Asts                  | Estadísticas 20 Yamada 15 Mawuli 5 Miyazaki | Pabellón: Sporthallen Zuid Árbitros: Marcin Kowalski Milija Vojinović Kim Bo-Hui |  |

| 21 de agosto | Países Bajos                            | 62–42                               | Brasil                                               | Ámsterdam                            |  |
| 19:00        | Parciales: 19-8, 10-17, 21-6, 12-11     | Parciales: 19-8, 10-17, 21-6, 12-11 | Parciales: 19-8, 10-17, 21-6, 12-11                  |                                      |  |
|              | Estadísticas Slim 19 Slim 13 de Jonge 4 | Reporte Pts Reb Asts                | Estadísticas 12 Soares 6 Domingos 2 cuatro jugadoras | Pabellón: Sporthallen Zuid Árbitros: |  |

| 21 de agosto | Turquía                                  | 53–63                                 | Australia                                             | Ámsterdam                                                                          |  |
| 21:15        | Parciales: 16-11, 10-18, 13-15, 14-19    | Parciales: 16-11, 10-18, 13-15, 14-19 | Parciales: 16-11, 10-18, 13-15, 14-19                 |                                                                                    |  |
|              | Estadísticas Coklar 15 Coklar 11 Akbas 3 | Reporte Pts Reb Asts                  | Estadísticas 13 Mangakahia, Brown 14 Brown 3 Panousis | Pabellón: Sporthallen Zuid Árbitros: Boris Gabara Renaud Geller Gillian Martindale |  |

Jornada 5
| 22 de agosto | Brasil                                       | 62–50                               | Turquía                                       | Ámsterdam                                                                        |  |
| 16:45        | Parciales: 14-15, 18-20, 20-9, 10-6          | Parciales: 14-15, 18-20, 20-9, 10-6 | Parciales: 14-15, 18-20, 20-9, 10-6           |                                                                                  |  |
|              | Estadísticas Sangalli 16 Soares 13 Pereira 4 | Reporte Pts Reb Asts                | Estadísticas 17 Coklar 16 Coklar 3 Sinem Atas | Pabellón: Sporthallen Zuid Árbitros: Renaud Geller Karen Lasuik Pualani Spurlock |  |

| 22 de agosto | Países Bajos                                  | 56–37                              | España                                       | Ámsterdam                                                                         |  |
| 19:00        | Parciales: 8-10, 13-6, 16-15, 19-6            | Parciales: 8-10, 13-6, 16-15, 19-6 | Parciales: 8-10, 13-6, 16-15, 19-6           |                                                                                   |  |
|              | Estadísticas tres jugadoras 9 Hof 8 Zappeij 3 | Reporte Pts Reb Asts               | Estadísticas 8 Navarro 7 Lizarazu 3 Lizarazu | Pabellón: Sporthallen Zuid Árbitros: Fernando Rocha Marcin Kowalski Annie Muchenu |  |

| 22 de agosto | Australia                                | 100–66                                | Japón                                         | Ámsterdam                                                                        |  |
| 21:15        | Parciales: 17-20, 25-14, 32-16, 26-16    | Parciales: 17-20, 25-14, 32-16, 26-16 | Parciales: 17-20, 25-14, 32-16, 26-16         |                                                                                  |  |
|              | Estadísticas Smith 20 Brown 9 Panousis 5 | Reporte Pts Reb Asts                  | Estadísticas 10 Miki 7 Akaho, Tanaka 6 Morita | Pabellón: Sporthallen Zuid Árbitros: Nicolas Maestre Milija Vojinović Kim Bo-Hui |  |

## Fase de eliminatorias
Todos los horarios corresponden al huso horario local (GMT+2)

### Fase final
|  | Cuartos de final | Cuartos de final |        |                | Semifinales  | Semifinales  |        |                | Final        | Final        |  |
|  | 24 de agosto     | 24 de agosto     |        |                | 25 de agosto | 25 de agosto |        |                | 26 de agosto | 26 de agosto |  |
|  |                  |                  |        |                |              |              |        |                |              |              |  |
|  |                  |                  |        |                |              |              |        |                |              |              |  |
|  | Estados Unidos   | 89               |        |                |              |              |        |                |              |              |  |
|  | Estados Unidos   | 89               |        |                |              |              |        |                |              |              |  |
|  | Australia        | 68               |        |                |              |              |        |                |              |              |  |
|  | Australia        | 68               |        | Estados Unidos | 84           |              |        |                |              |              |  |
|  |                  |                  |        | Estados Unidos | 84           |              |        |                |              |              |  |
|  |                  |                  | Canadá | 59             |              |              |        |                |              |              |  |
|  | Países Bajos     | 55               | Canadá | 59             |              |              |        |                |              |              |  |
|  | Países Bajos     | 55               |        |                |              |              |        |                |              |              |  |
|  | Canadá           | 56               |        |                |              |              |        |                |              |              |  |
|  | Canadá           | 56               |        |                |              |              |        | Estados Unidos | 75           |              |  |
|  |                  |                  |        |                |              |              |        | Estados Unidos | 75           |              |  |
|  |                  |                  | España | 62             |              |              |        |                |              |              |  |
|  | Italia           | 39               | España | 62             |              |              |        |                |              |              |  |
|  | Italia           | 39               |        |                |              |              |        |                |              |              |  |
|  | España           | 67               |        |                |              |              |        |                |              |              |  |
|  | España           | 67               |        | España         | 91           |              |        | Tercer lugar   | Tercer lugar |              |  |
|  |                  |                  |        | España         | 91           |              |        | Tercer lugar   | Tercer lugar |              |  |
|  |                  |                  | Japón  | 62             |              |              |        |                |              |              |  |
|  | Bélgica          | 64               | Japón  | 62             |              |              | Canadá | 84             |              |              |  |
|  | Bélgica          | 64               |        |                |              |              | Canadá | 84             |              |              |  |
|  | Japón            | 70               |        |                |              |              |        |                | Japón        | 77           |  |
|  | Japón            | 70               |        |                |              |              |        |                | Japón        | 77           |  |
|  |                  |                  |        |                |              |              |        |                |              |              |  |

#### Cuartos de final
| 24 de agosto | Italia                                | 39–67                               | España                                         | Ámsterdam                                                                             |  |
| 14:30        | Parciales: 10-13, 9-13, 11-18, 9-23   | Parciales: 10-13, 9-13, 11-18, 9-23 | Parciales: 10-13, 9-13, 11-18, 9-23            |                                                                                       |  |
|              | Estadísticas Penna 8 Ercoli 8 Zagni 2 | Reporte Pts Reb Asts                | Estadísticas 19 Quevedo 9 Lo, Quevedo 3 Romero | Pabellón: Sporthallen Zuid Árbitros: Nicolas Maestre Neil Wilkinson Pualani Spuorlock |  |

| 24 de agosto | Japón                                               | 70–64                                | Bélgica                                                             | Ámsterdam                                                                        |  |
| 16:45        | Parciales: 28-18, 14-8, 13-20, 15-18                | Parciales: 28-18, 14-8, 13-20, 15-18 | Parciales: 28-18, 14-8, 13-20, 15-18                                |                                                                                  |  |
|              | Estadísticas Yamada 21 Mawuli 16 cuatro jugadoras 2 | Reporte Pts Reb Asts                 | Estadísticas 19 Abdelkader 8 Mpoyi, Grzesinski 3 de Korte, Allemand | Pabellón: Sporthallen Zuid Árbitros: Fernando Rocha Karen Lasuik Marcos Ferreira |  |

| 24 de agosto | Países Bajos                                        | 55–56                                | Canadá                                        | Ámsterdam                                                                               |  |
| 19:00        | Parciales: 9-12, 17-10, 13-14, 16-20                | Parciales: 9-12, 17-10, 13-14, 16-20 | Parciales: 9-12, 17-10, 13-14, 16-20          |                                                                                         |  |
|              | Estadísticas de Jonge 13 Zappeij 8 tres jugadoras 3 | Reporte Pts Reb Asts                 | Estadísticas 18 Nurse 12 Grant-Allen 4 Colley | Pabellón: Sporthallen Zuid Árbitros: Spyridon Gontas Marcin Kowalski Gillian Martindale |  |

| 24 de agosto | Estados Unidos                                | 89–68                                 | Australia                                      | Ámsterdam                                                                     |  |
| 21:15        | Parciales: 19-24, 22-13, 24-14, 24-17         | Parciales: 19-24, 22-13, 24-14, 24-17 | Parciales: 19-24, 22-13, 24-14, 24-17          |                                                                               |  |
|              | Estadísticas DeShields 19 Russell 14 Reimer 3 | Reporte Pts Reb Asts                  | Estadísticas 21 Mangakahia 11 Brown 6 Panousis | Pabellón: Sporthallen Zuid Árbitros: Boris Gabara Julio Freile Tan Chin Siong |  |

#### Semifinales
| 25 de agosto | Canadá                                               | 59–84                                | Estados Unidos                              | Ámsterdam                                                                             |  |
| 19:00        | Parciales: 16-22, 16-19, 8-18, 19-25                 | Parciales: 16-22, 16-19, 8-18, 19-25 | Parciales: 16-22, 16-19, 8-18, 19-25        |                                                                                       |  |
|              | Estadísticas Nurse, Wolfram 14 Grant-Allen 7 Nurse 3 | Reporte Pts Reb Asts                 | Estadísticas 11 Harper 12 Greenwell 4 Allen | Pabellón: Sporthallen Zuid Árbitros: Anthonie Sinternklaas Boris Gabara Toni Caldwell |  |

| 25 de agosto | España                                | 91–62                                 | Japón                                       | Ámsterdam                                                                         |  |
| 21:15        | Parciales: 26-16, 19-20, 23-15, 23-11 | Parciales: 26-16, 19-20, 23-15, 23-11 | Parciales: 26-16, 19-20, 23-15, 23-11       |                                                                                   |  |
|              | Estadísticas Romero 27 Lo 9 Romero 5  | Reporte Pts Reb Asts                  | Estadísticas 14 Yamada 8 Mawuli 10 Miyazaki | Pabellón: Sporthallen Zuid Árbitros: Fernando Rocha Renaud Geller Marcos Ferreira |  |

#### Partido por la medalla de bronce
| 26 de agosto | Canadá                                            | 84–77                                 | Japón                                                 | Ámsterdam                                                                      |  |
| 13:30        | Parciales: 23-20, 17-31, 28-12, 16-14             | Parciales: 23-20, 17-31, 28-12, 16-14 | Parciales: 23-20, 17-31, 28-12, 16-14                 |                                                                                |  |
|              | Estadísticas Potter 17 Wolfram 15 Nurse, Colley 4 | Reporte Pts Reb Asts                  | Estadísticas 27 Nakamura 13 Nakamura 3 Mawuli, Yamada | Pabellón: Sporthallen Zuid Árbitros: Neil Wilkinson Milija Vojinović Bohui Kim |  |

#### Final
| 26 de agosto | Estados Unidos                                                   | 75–62                                | España                                      | Ámsterdam                                                                         |  |
| 16:00        | Parciales: 22-8, 18-23, 18-17, 17-14                             | Parciales: 22-8, 18-23, 18-17, 17-14 | Parciales: 22-8, 18-23, 18-17, 17-14        |                                                                                   |  |
|              | Estadísticas Allen, Greenwell, DeShields 13 Greenwell 12 Allen 6 | Reporte Pts Reb Asts                 | Estadísticas 19 Lizarazu 12 Arrojo 5 Romero | Pabellón: Sporthallen Zuid Árbitros: Spyridon Gontas Nicolas Maestre Karen Lasuik |  |

| Bandera de Estados Unidos         |
| Campeón Estados Unidos 2.° título |

### Cuadro por el 5º-8º lugar
|  | Semifinales 5º-8º | Semifinales 5º-8º |        |           | Partido 5º lugar | Partido 5º lugar |  |
|  | 25 de agosto      | 25 de agosto      |        |           | 26 de agosto     | 26 de agosto     |  |
|  |                   |                   |        |           |                  |                  |  |
|  |                   |                   |        |           |                  |                  |  |
|  | Australia         | 82                |        |           |                  |                  |  |
|  | Australia         | 82                |        |           |                  |                  |  |
|  | Países Bajos      | 58                |        |           |                  |                  |  |
|  | Países Bajos      | 58                |        | Australia | 58               |                  |  |
|  |                   |                   |        | Australia | 58               |                  |  |
|  |                   |                   | Italia | 49        |                  |                  |  |
|  | Italia            | 63                | Italia | 49        |                  |                  |  |
|  | Italia            | 63                |        |           |                  |                  |  |
|  | Bélgica           | 55                |        |           | Partido 7º lugar | Partido 7º lugar |  |
|  | Bélgica           | 55                |        |           | Partido 7º lugar | Partido 7º lugar |  |
|  |                   |                   |        |           |                  |                  |  |
|  |                   |                   |        |           | Países Bajos     | 65               |  |
|  |                   |                   |        |           | Países Bajos     | 65               |  |
|  |                   |                   |        |           | Bélgica          | 70               |  |
|  |                   |                   |        |           | Bélgica          | 70               |  |
|  |                   |                   |        |           |                  |                  |  |

#### Semifinales del 5º–8º lugar
| 25 de agosto | Italia                                                 | 63–55                               | Bélgica                                                    | Ámsterdam                                                                          |  |
| 14:30        | Parciales: 9-8, 17-17, 14-11, 23-19                    | Parciales: 9-8, 17-17, 14-11, 23-19 | Parciales: 9-8, 17-17, 14-11, 23-19                        |                                                                                    |  |
|              | Estadísticas Tagliamento 18 Vanin 11 Porro, Barberis 2 | Reporte Pts Reb Asts                | Estadísticas 24 Ben Abdelkader 9 Ben Abdelkader 4 De Baets | Pabellón: Sporthallen Zuid Árbitros: Spyridon Gontas Marcin Kowalski Annie Muchenu |  |

| 25 de agosto | Países Bajos                                     | 58–82                                 | Australia                                         | Ámsterdam                                                                       |  |
| 16:45        | Parciales: 11-15, 19-23, 13-23, 15-21            | Parciales: 11-15, 19-23, 13-23, 15-21 | Parciales: 11-15, 19-23, 13-23, 15-21             |                                                                                 |  |
|              | Estadísticas de Jonge 14 Noiba, Hof 7 de Jonge 3 | Reporte Pts Reb Asts                  | Estadísticas 18 Mangakahia 8 Froling 5 Mangakahia | Pabellón: Sporthallen Zuid Árbitros: Neil Wilkinson Milija Vojinović Kim Bo-Hui |  |

#### Partido por el 7.º lugar
| 26 de agosto | Países Bajos                                    | 65–70                               | Bélgica                                           | Ámsterdam                                                                          |  |
| 09:00        | Parciales: 12-20, 21-8, 9-18, 23-24             | Parciales: 12-20, 21-8, 9-18, 23-24 | Parciales: 12-20, 21-8, 9-18, 23-24               |                                                                                    |  |
|              | Estadísticas Slim 23 Ndiba 11 de Jonge, Ndiba 2 | Reporte Pts Reb Asts                | Estadísticas 29 Ben Abdelkader 9 Mpoyi 9 Allemand | Pabellón: Sporthallen Zuid Árbitros: Fernando Rocha Tan Chin Siong Marcos Ferreira |  |

#### Partido por el 5.º lugar
| 26 de agosto | Australia                                   | 58–49                               | Italia                                | Ámsterdam                                                                                |  |
| 11:15        | Parciales: 14-9, 19-11, 18-15, 7-14         | Parciales: 14-9, 19-11, 18-15, 7-14 | Parciales: 14-9, 19-11, 18-15, 7-14   |                                                                                          |  |
|              | Estadísticas Froling 12 Panousis 13 Brown 2 | Reporte Pts Reb Asts                | Estadísticas 12 Penna 9 Penna 3 Porro | Pabellón: Sporthallen Zuid Árbitros: Marcin Kowalski Pualani Sprulock Gillian Martindale |  |

### Cuadro por el 9º-12º lugar
|  | Semifinales 9º-12º | Semifinales 9º-12º |      |               | Partido 9º lugar  | Partido 9º lugar  |  |
|  | 25 de agosto       | 25 de agosto       |      |               | 26 de agosto      | 26 de agosto      |  |
|  |                    |                    |      |               |                   |                   |  |
|  |                    |                    |      |               |                   |                   |  |
|  | Corea del Sur      | 82                 |      |               |                   |                   |  |
|  | Corea del Sur      | 82                 |      |               |                   |                   |  |
|  | Turquía            | 79                 |      |               |                   |                   |  |
|  | Turquía            | 79                 |      | Corea del Sur | 57                |                   |  |
|  |                    |                    |      | Corea del Sur | 57                |                   |  |
|  |                    |                    | Malí | 39            |                   |                   |  |
|  | Malí               | 58                 | Malí | 39            |                   |                   |  |
|  | Malí               | 58                 |      |               |                   |                   |  |
|  | Brasil             | 51                 |      |               | Partido 11º lugar | Partido 11º lugar |  |
|  | Brasil             | 51                 |      |               | Partido 11º lugar | Partido 11º lugar |  |
|  |                    |                    |      |               |                   |                   |  |
|  |                    |                    |      |               | Turquía           | 61                |  |
|  |                    |                    |      |               | Turquía           | 61                |  |
|  |                    |                    |      |               | Brasil            | 66                |  |
|  |                    |                    |      |               | Brasil            | 66                |  |
|  |                    |                    |      |               |                   |                   |  |

#### Semifinales del 9º–12º lugar
| 25 de agosto | Corea del Sur                                             | 82–79                                 | Turquía                                 | Ámsterdam                                                                                  |  |
| 10:00        | Parciales: 19-20, 18-17, 14-22, 31-20                     | Parciales: 19-20, 18-17, 14-22, 31-20 | Parciales: 19-20, 18-17, 14-22, 31-20   |                                                                                            |  |
|              | Estadísticas Shin Jih-Yun 21 Park Ji-Su 14 Shin Jih-Yun 4 | Reporte Pts Reb Asts                  | Estadísticas 21 Gülcan 16 Coklar 6 Atas | Pabellón: Sporthallen Zuid Árbitros: Milija Vojinović Anthonie Sinterniklaas Toni Caldwell |  |

| 25 de agosto | Brasil                                                | 51–58                                | Malí                                     | Ámsterdam                                                                  |  |
| 12:15        | Parciales: 12-13, 8-15, 21-12, 10-18                  | Parciales: 12-13, 8-15, 21-12, 10-18 | Parciales: 12-13, 8-15, 21-12, 10-18     |                                                                            |  |
|              | Estadísticas Sangalli 11 Soares 17 Sangali, Pereira 3 | Reporte Pts Reb Asts                 | Estadísticas 18 N'Diaye 10 Fomba 2 Djire | Pabellón: Sporthallen Zuid Árbitros: Renaud Geller Annie Muchnu Kim Bo-Hui |  |

#### Partido por el 11.º lugar
| 26 de agosto | Turquía                                               | 61–66                                 | Brasil                                       | Ámsterdam                                                                              |  |
| 10:00        | Parciales: 14-14, 16-19, 17-12, 14-21                 | Parciales: 14-14, 16-19, 17-12, 14-21 | Parciales: 14-14, 16-19, 17-12, 14-21        |                                                                                        |  |
|              | Estadísticas Atas, Gülcan 18 Coklar 9 Akbas, Coklar 3 | Reporte Pts Reb Asts                  | Estadísticas 18 dos Reis 14 Soares 5 Pereira | Pabellón: Sporthallen Zuid Árbitros: Nicolas Maestre Gillian Martindale Tan Chin Siong |  |

#### Partido por el 9.º lugar
| 26 de agosto | Corea del Sur                                          | 57–39                              | Malí                                            | Ámsterdam                                                                          |  |
| 12:15        | Parciales: 5-13, 15-7, 24-7, 13-12                     | Parciales: 5-13, 15-7, 24-7, 13-12 | Parciales: 5-13, 15-7, 24-7, 13-12              |                                                                                    |  |
|              | Estadísticas Park Ji-Su 12 tres jugadoras 6 An He-Ji 6 | Reporte Pts Reb Asts               | Estadísticas 21 Maiga 22 Keita 3 N'Diaye, Fomba | Pabellón: Sporthallen Zuid Árbitros: Karen Lasuik Pualani Spurlock Marcos Ferreira |  |

## Medallero
| España | Estados Unidos | Hungría |

## Clasificación final
| Pos.              | Equipo         | Balance |
| ----------------- | -------------- | ------- |
| Medalla de oro    | Estados Unidos | 8 - 0   |
| Medalla de plata  | España         | 5 - 3   |
| Medalla de bronce | Canadá         | 5 - 3   |
| 4º                | Japón          | 5 - 3   |
| 5º                | Australia      | 5 - 3   |
| 6º                | Italia         | 5 - 3   |
| 7º                | Bélgica        | 3 - 5   |
| 8º                | Países Bajos   | 4 - 4   |
| 9º                | Corea del Sur  | 3 - 4   |
| 10º               | Malí           | 1 - 6   |
| 11º               | Brasil         | 2 - 5   |
| 12º               | Turquía        | 0 - 7   |

### Equipo ideal
- Mejor jugadora del campeonato —MVP—: Diamond DeShields ( Estados Unidos)

| Posición  | Nombre            | País           |
| --------- | ----------------- | -------------- |
| Escolta   | Diamond DeShields | Estados Unidos |
| Base      | Linnae Harper     | Estados Unidos |
| Base      | Leticia Romero    | España         |
| Ala-pivot | Yunika Nakamura   | Japón          |
| Ala-pivot | Evelyn Mawuli     | Japón          |